# Montlieu-la-Garde

Montlieu-la-Garde este o comună în departamentul Charente-Maritime, Franța. În 1 ianuarie 2022 avea o populație de 1.263 de locuitori.